# Малоротый подкаменщик
Малоротый подкаменщик (лат. Cottus microstomus) — вид лучепёрых рыб семейства рогатковых.

## Описание
Длина тела до 10 см, масса 15—20 г. Продолжительность жизни около 5-6 лет. Тело удлиненное, относительно невысокое, достаточно толстое. Шипики на теле обычно распространяются назад до хвостового стебля (в некоторых популяциях они отсутствуют или редуцированы). Голова большая, уплощенная, рот относительно небольшой, вооруженный мелкими зубами. На рыле между передними и задними ноздрями есть неглубокий поперечный желобок. На подбородке одно время. Боковая линия полная, доходит до основания хвостового плавника.

## Ареал
Распространение вида: бассейны Чёрного (бассейн Днестра) и южной части Балтийского (бассейны Одры и Вислы) морей.